# Hallis flygplats
Hallis flygplats är en flygplats i Halli i Jämsä i Mellersta Finland. Flygplatsen ligger 145 meter över havet.
Vid Hallis flygplats ligger Hallinporttis flygmuseum.